# Trichoxys sulphurifer
Trichoxys sulphurifer là một loài bọ cánh cứng trong họ Cerambycidae.